# Pueblo (Colorado)
Pueblo is een stad in de Amerikaanse staat Colorado en telt 102.121 inwoners. Het is hiermee de 232e stad in de Verenigde Staten (2000). De landoppervlakte bedraagt 116,8 km², waarmee het de 148e stad is.

## Demografie
Van de bevolking is 16,6 % ouder dan 65 jaar en bestaat voor 30 % uit eenpersoonshuishoudens. De werkloosheid bedraagt 4,5 % (cijfers volkstelling 2000).
Ongeveer 44,1 % van de bevolking van Pueblo bestaat uit hispanics en latino's, 2,4 % is van Afrikaanse oorsprong en 0,7 % van Aziatische oorsprong.
Het aantal inwoners steeg van 99.009 in 1990 naar 102.121 in 2000.

## Klimaat
In januari is de gemiddelde temperatuur -1,2 °C, in juli is dat 25,1 °C. Jaarlijks valt er gemiddeld 284,2 mm neerslag (gegevens op basis van de meetperiode 1961-1990).

## Geboren
- Connie Sawyer (1912-2018), actrice
- Joe Arridy (1915-1939), onschuldig terdoodveroordeelde
- Earl Boen (1941-2023), acteur
- Mark Tezak (1952), componist, trombonist, muziekuitgever en muziekpedagoog

## Plaatsen in de nabije omgeving
De onderstaande figuur toont nabijgelegen plaatsen in een straal van 40 km rond Pueblo.